# Aetheorhiza bulbosa
Aetheorhiza bulbosa é uma espécie de planta com flor pertencente à família Asteraceae. 
A autoridade científica da espécie é Cass., tendo sido publicada em Dict. Sci. Nat., ed. 2. (F. Cuvier) 48: 426. 1827.

## Portugal
Trata-se de uma espécie presente no território português, nomeadamente os seguintes táxones infraespecíficos:
- Aetheorhiza bulbosa subsp. bulbosa - presente em Portugal Continental e no Arquipélago dos Açores. Em termos de naturalidade é nativa de Portugal Continental e introduzida no Arquipélago dos Açores. Não se encontra protegida por legislação portuguesa ou da Comunidade Europeia.